# Kodacsi (formagyakorlat)
A kodacsi a Dzsikisin Kage-rjú Kendzsucu kendzsucu-stílus egyik formagyakorlatának a neve, mely arról kapta nevét, hogy a kodacsi nevű rövid karddal hajtják végre.

## Dzsikisin kage-rjú - Kodacsi no kata (小太刀)
Haladó szintű formagyakorlat, lényege, hogy felkészítsen a hátrányos helyzetből (rövid kard a hosszú ellen) történő harcra. Speciálisan erre az iskolára jellemző, hogy két kézzel fogják a rövid kard markolatát. Ez ebben a formában is megjelenik. 
1. 一本目 Huszei 風勢
2. 二本目 Szuiszei 水勢
3. 三本目 Kisszaki kaesi 切先返
4. 四本目 Cuba-tori (Csakin-fukusza) 鍔取（茶巾袱紗）
5. 五本目 Toppi-Ouhi 突非押非
6. 六本目 Enkai 圓快